# Gorgasia maculata
Gorgasia maculata és una espècie de peix pertanyent a la família dels còngrids.

## Descripció
- Pot arribar a fer 70 cm de llargària màxima.
- Fa al voltant de 10 mm de diàmetre.
- Cap amb taques blanques.[6][7][8]

## Hàbitat
És un peix marí, associat als esculls i de clima tropical que viu entre 25 i 48 m de fondària.

## Distribució geogràfica
Es troba des de les Maldives fins a Salomó i les illes Filipines.

## Observacions
És inofensiu per als humans.